# Chroniques de Jérusalem
Chroniques de Jérusalem és una novel·la gràfica de 2011 escrita i il·lustrada per Guy Delisle. El quadern de viatge plasma les memòries de l'estada de l'autor francès a Jerusalem, on la seva parella va estar col·laborant amb Metges Sense Fronteres.
Va obtenir la Fauve d'or al millor àlbum al Festival del Còmic d'Angulema de 2012.

## Argument
El llibre és un recull d'anècdotes de la llarga estada de Guy Delisle a Jerusalem, on es va mudar amb la seva muller, Nadège, i els seus dos petits infants. Van arribar a Jerusalem a l'agost de 2008.
Mentre la seva muller treballa per Metges Sense Fronteres, Guy Delisle s'ocupa dels seus dos fills i prepara una novel·la gràfica sobre Jerusalem. L'autor recorre la ciutat i emprèn diversos viatges pel país, acompanyat sempre del seu bloc de dibuix on quotidianament va prenent notes i fent croquis de tot el que veu. A part de Jerusalem, Guy Delisle fa excursions a Cisjordània i exposa en les seves memòries la diversitat del país i les contradiccions d'un territori fortament marcat pel conflicte Israelo-Palestí.

## Antecedents
Abans de publicar Chroniques de Jérusalem, Guy Delisle ja havia escrit tres altres novel·les gràfiques en format de quadern de viatge. La primera fou Shenzhen (2000), sobre la ciutat del sud de la Xina; Pyongyang (2003), sobre la capital de Corea del Nord; i Chroniques birmanes (2007), sobre les seves experiències a Yangon. La seva mudança a Shenzhen i a Pyongyang, respectivament, va ser deguda a motius laborals. Guy Delisle havia trobat feines en el camp del dibuix animat. La mudança a Yangon, en canvi, fou deguda a la seva parella, Nadège, que s'hi va desplaçar com a col·laboradora de Metges Sense Fronteres. A Jerusalem, de nou Delisle acompanya a la seva parella, que continua involucrada amb MSF.

## Estil i temes
L'estil de Delisle és simple i minimalista, servint-se de dibuixos lineals de traç «plà, net i casual, sense ser malgirbats». Malgrat que Chroniques de Jérusalem no fou la seva primera obra a color, Delisle en fa un ús molt modest, limitat a cridar l'atenció sobre certs objectes, sorolls o records.
El llibre, que no és de caràcter explícitament polític, aborda sovint aspectes del conflicte Israelo-Palestí, exposa arguments a favor dels uns i els altres i expressa obertament les seves simpaties per a cada un dels bàndols.